# Electric Light Orchestra
Electric Light Orchestra (укр. Оркестр електричного світла, стилізується як ELO) — британський рок-гурт, створений у Бірмінгемі в 1970 році авторами пісень та мультиінструменталістами Джеффом Лінном та Роєм Вудом і барабанщиком Бівом Бівеном. Їхня музика характеризується поєднанням поп-музики, класичних аранжувань та футуристичної іконографії. Після від'їзду Вуда в 1972 році, Лінн став одноосібним лідером гурту, аранжуючи й продюсуючи кожен альбом, та пишучи майже весь їхній оригінальний матеріал. Спершу Лінн, Бівен та клавішник Річард Тенді були єдиними постійними членами гурту.
ELO був створений з бажання Лінна та Вуда створювати сучасні рок та поп пісні з класичним підтекстом. Він утворився як відгалуження попереднього гурту Вуда — The Move, учасниками якої були також Лінн і Бівен. У 1970—1980-х роках, ELO випустила ряд альбомів і синглів, в тому числі дві платівки, які досягли вершини британських хіт-парадів: натхненний жанром диско — Discovery (1979) і з науково-фантастичною тематикою концептуальний альбом — Time (1981). 1986 року Лінн втратив зацікавленість до гурту й розпустив його. На це Бівен створив власний гурт ELO Part II, який згодом став The Orchestra. Після нетривалого возз'єднання у 2000-х роках ELO залишався переважно неактивним до 2014 року, коли Лінн знову створив гурт разом з Тенді, який став знаний як Jeff Lynne's ELO.
За оригінальний 13-річний період активного запису та гастролей ELO вони продали понад 50 мільйонів платівок у всьому світі та зібрали 19 нагород CRIA, 21 RIAA та 38 нагород BPI. З 1972 по 1986 рік ELO 27 разів попадав у топ 40 найкращих пісень в UK Singles Chart та 15 разів у топ 20 найкращих пісень на американському Billboard Hot 100. Гурт також має рекорд у тому, що він найбільше разів попадав у топ 40 хітів Billboard Hot 100 (20) без жодного синглу жодного гурту в історії хіт-парадів США. 2017 року ключові члени ELO (Вуд, Лінн, Бівен та Тенді) були введені до Зали слави рок-н-ролу.

## Історія

### 1970—1973: Формування та ранні альбоми

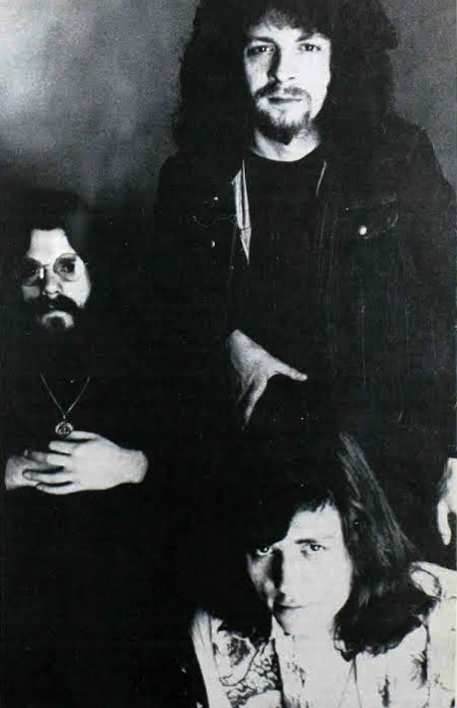
The Move / Electric Light Orchestra у 1972 році

У 1968 році у Роя Вуда — гітариста, вокаліста та автора пісень The Move — з'явилася ідея створити новий гурт, який б використовував скрипки, віолончелі, струнні баси, рогові та духові інструменти, щоб надати своїй музиці класичного звучання, змінюючи рок-музику в напрямку «продовжити там, де зупинилися The Beatles». Оркестрові інструменти будуть головним акцентом, а не гітари. Джефф Лінн, фронтмен колеги з Бірмінгема з гурту The Idle Race, був схвильований цією концепцією. Коли Тревор Бертон покинув The Move у лютому 1969 року, Лінн попросив Вуда приєднатися, лише, щоб сказати «ні», оскільки він все ще був зосереджений на пошуку успіху зі своїм гуртом. Але в січні 1970 року, коли Карл Вейн покинув гурт, Лінн прийняв друге запрошення Вуда приєднатися, за умови, що вони спрямують свою енергію на новий проєкт.
12 липня 1970 року, коли Вуд додав декілька віолончелей до пісні, написаної Лінном, яка мала стати стороною Move B, нова концепція стала реальністю, а «10538 Overture» стала першою піснею Electric Light Orchestra. Спочатку планувалося закінчити The Move після виходу альбому Looking On наприкінці 1970 року, переходячи до нового підрозділу в новому році, але для сприяння фінансуванню молодого гурту, ще одного альбому The Move, Message from the Country, також був записаний під час тривалих записів ELO і вийшов в середині 1971 року. Дебютний альбом The Electric Light Orchestra вийшов у грудні 1971 року. Тільки тріо Вуд, Лінн і Бівен грали на всіх піснях, Білл Гант забезпечив партії валторни, а Стів Вулам грав на скрипці. Альбом вийшов у США в березні 1972 року під назвою No Answer. Назва була обрана після того, як секретар звукозаписної компанії спробував зателефонувати британській компанії, щоб отримати назву альбому. Вони були недоступні, тому вона залишила записку з написом «No Answer». «10538 Overture» стала британським хітом. З альбомами обох гуртів у магазинах одночасно, The Move та ELO з'являлися на телебаченні в цей період.
Дебютний концерт ELO відбувся 16 квітня 1972 року в пабі «Ґрейгаунд» у місті Кройдон, графство Суррей, у складі Вуда, Лінна, Бівена, Білла Ганта (клавішні / валторна), Енді Крейґа (віолончель), Майка Едвардса (віолончель), Вільфред Ґібсон (скрипка), Г'ю Мак-Давелл (віолончель) та Річард Тенді (бас). Однак цей склад протримався недовго. Спочатку пішов Крейґ, а потім і Вуд, під час записів другого альбому гурту. Взявши з собою Ганта і Мак-Давелла, Вуд залишив гурт, щоб сформувати Wizzard. Обидва згадували про проблеми зі своїм менеджером, Доном Арденом, якого Вуд вважав непрофесійним у своїй ролі, та незадовільний тур по Італії, де віолончелі та скрипки не було чути за електричними інструментами. Однак Арден керував би Wizzard, попри негативні коментарі Вуда щодо Ардена. Всупереч прогнозам музичної преси, що гурт згорне діяльність без Вуда, який був рушійною силою створення ELO, Лінн активізувався та очолив гурт, в якому з попереднього складу залишилися Бівен, Едвардс, Ґібсон і Тенді (який перейшов з баса на клавішні на заміну Ганта), а новобранці Майк де Альбукерке та Колін Вокер приєдналися до гурту, у ролі басиста та віолончеліста відповідно.
Новий склад виступив на фестивалі Редінг і Лідс 12 серпня 1972 року. Звукознімачі Barcus Berry, якими в цей час хизувалося струнне тріо гурту, дозволили їм мати необхідне підсилення звуку своїх струнних інструментів на сцені, які раніше заглушалися електричними інструментами. Гурт випустив свій другий альбом Electric Light Orchestra II на початку 1973 року, який зробив їм їх другий британський топ 10 і їх перший сингл американського хіт-параду, який був вдосконаленою версією класичного твору Чака Беррі «Roll Over Beethoven» (в який також включили перші такти Симфонії № 5 Людвіга ван Бетховена). ELO також вперше вийшли на American Bandstand. Під час запису третього альбому, Ґібсона відпустили, після суперечки, з приводу грошей. Мік Камінський приєднався як скрипаль, а Вокер пішов, оскільки гастролі занадто віддаляли його від сім'ї. Залишився тільки віолончеліст Едвардс, який закінчив партії віолончелі для альбому. Отриманий в результаті альбом On the Third Day вийшов наприкінці 1973 року, американська версія включала популярний сингл «Showdown». Після виходу з Wizzard Г'ю Мак-Давелл повернувся як другий віолончеліст гурту, також наприкінці 1973 року, встигнувши з'явитися на обкладинці On the Third Day в деяких регіонах, попри те, що не грав в альбомі.

### 1974—1982: Глобальний успіх та концептуальні альбоми
Для четвертого альбому гурту, Eldorado, концептуального альбому про мрійника, Лінн зупинив мультитрекінг струн та найняв Луї Кларка як аранжувальника струнних з оркестром та хором. Перший сингл альбому «Can't Get It Out Of My Head» став їхнім першим хітом у топ 10 хіт-параду США, а Eldorado — першим золотим альбомом ELO. Майк де Альбукерке покинув гурт під час записів, оскільки бажав проводити більше часу зі своєю сім'єю, а отже, більшу частину басових партій в альбомі виконував Лінн.
Після випуску Ельдорадо Келлі Ґраукатт був завербований басистом, і на початку 1975 року Мелвін Ґейл замінив Едвардса на віолончелі. Склад стабілізувався, коли гурт прийняв набагато доступніший звук. На цей момент ELO став успішним в США, і гурт був зірковим атракціоном на стадіоні та у закладі, і регулярно виходив у The Midnight Special більше, ніж будь-який інший гурт в історії цього шоу, з чотирма появами (в 1973, 1975, 1976 і 1977).
Face the Music вийшов в 1975 році, де продюсували сингли «Evil Woman», їх третій британський топ 10, і «Strange Magic». Вступну інструментальну пісню «Fire on High», з її поєднанням струнних та акустичних гітар, отримала популярність, після того, як стала музичною темою для американської телевізійної програми CBS Sports Spectacular у середині 1970-х. Гурт гастролював з 3 лютого по 13 квітня 1976 року, зігравши 68 концертів за 76 днів у США.
Їх шостий альбом, платиновий A New World Record, став їхнім першим попаданням у топ 10 альбомів у Великій Британії, коли він вийшов у 1976 році. Він містив хітові сингли «Livin' Thing», «Telephone Line», «Rockaria!» та «Do Ya», останній перезапис пісні The Move, записаної для фінального синглу цього гурту. Гурт гастролював на підтримку в США лише з вересня 1976 по квітень 1977 року. З перервою в грудні, потім виступ на American Music Awards 31 січня 1977 року, плюс разовий концерт у Сан-Дієго в серпні 1977 року. Кейсі Касем заявив, що Electric Light Orchestra — це «перший у світі гастрольний рок-н-рольний камерний гурт», перш ніж він зіграв «Livin' Thing» під № 28.
Після A New World Record в 1977 році вийшов платиновий альбом, подвійний альбом Out of the Blue. З Out of the Blue вийшли сингли «Turn to Stone», «Sweet Talkin' Woman», «Mr. Blue Sky» і «Wild West Hero», кожен з яких став хітом у Великій Британії. Потім гурт вирушив у 9-місячне 92-річне світове турне з величезним набором та надзвичайно дорогою сценою космічного корабля з туманними машинами та лазерним дисплеєм. У Сполучених Штатах концерти називались The Big Night і були їх наймасштабнішими на сьогоднішній день, на стадіоні Клівленда їх бачили 62 000 людей. The Big Night стала найкасовішим концертним турне в історії музики до цього моменту (1978). Гурт грав на лондонській Вемблі Арені протягом восьми ночей з аншлагом під час туру — ще один рекорд того часу.
Під час австралійського турне на початку 1978 року Electric Light Orchestra отримав дев'ять платинових нагород за альбоми Out of the Blue та A New World Record.
У 1979 році вийшов мультиплатиновий альбом Discovery, який досяг першого місця у Великій Британії. Хоча найбільшим хітом альбому (і найбільшим хітом ELO загалом) стала рок-пісня «Don't Bring Me Down», альбом відзначився своїм сильним дисковпливом. Discovery також випустила хіти «Shine a Little Love», їх перший і єдиний хіт № 1 з 1972 року дотепер з будь-яким із чотирьох основних чи другорядних американських синглів хіт-параду на Radio & Records, «Last Train To London», «Confusion» та «The Diary Of Horace Wimp». Ще одна пісня, «Midnight Blue», вийшла синглом у Південно-Східній Азії. Гурт записав рекламні відео на всі пісні альбому.

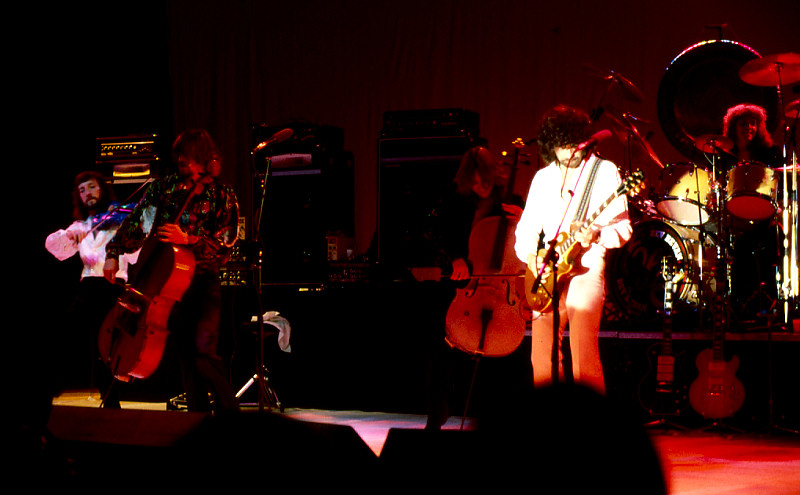
ELO виступає наживо в Осло, Норвегія, в 1978 році

До кінця 1979 року ELO досягли вершини своєї зоряності, продавши мільйони альбомів та синглів, і навіть надихнувши на пародію / триб'ют пісні на альбомі Ренді Ньюмена Born Again, під назвою «The Story of a Rock and Roll Band». Протягом 1979 року Джефф Лінн також відхилив запрошення для ELO виступити хедлайнером концертів фестивалю Кнебворт у серпні 1979 року. Натомість, це дозволило Led Zeppelin отримати можливість вести шоу.
У 1980 році Джеффу Лінну було запропоновано написати саундтрек музичного фільму «Ксанаду», і йому було надано написати половину пісень, а іншу половину написав Джон Фаррар і виконала зірка фільму Олівія Ньютон-Джон. Фільм погано показав себе у прокаті, але саундтрек пройшов надзвичайно добре, врешті-решт став подвійним платиновим. Альбом породив хіт-сингли як з Ньютон-Джон («Magic», хіт № 1 в США, так і «Suddenly» з Кліфом Річардом) і ELO («I'm Alive», який став золотим «All Over the World» та «Don't Walk Away»). Заголовна пісня, виконаний як Ньютон-Джон, так і ELO, є єдиною піснею ELO, яка очолює хіт-парад синглів у Великій Британії. Більше чверті століття пізніше, бродвейський мюзикл «Ксанаду», знятий за мотивами фільму, відкрився 10 липня 2007 року в театрі Гелен Гейс для отримання однаково хороших відгуків. Він отримав чотири номінації на премію «Тоні». Мюзикл отримав прем'єру у Великій Британії в Лондоні в жовтні 2015 року. Кейсі Касем назвав Electric Light Orchestra «супергуртом з семи чоловік» і «дивовижним» за те, що він потрапляв у топ 40 надзвичайних шість разів за один рік, із серпня 1979 року по серпень 1980 року до того, як зіграв «All Over the World» під № 23.
У 1981 році звук ELO знову змінився з концептуальним альбомом наукової фантастики Time, поверненням до попередніх, більш прогресивних рок-альбомів, таких як Eldorado. З відходом струнної частини, синтезатори відіграли домінуючу роль, як тенденція на домінуючій частині музичної сцени того часу; хоча студійні струни були присутні на деяких треках, які проводив Райнер Пітч, загальна звукова картина мала електронніше відчуття, що відповідало футуристичному характеру альбому. Протягом двох тижнів Time очолював британські хіт-паради та став останнім студійним альбомом ELO, який був сертифікований платиновим у Великій Британії до Alone in the Universe у 2015 році. До синглів альбому увійшли «Hold On Tight», «Twilight», «The Way Life Mend be Be», «Here is the News» і «Ticket to the Moon». Однак випуск синглу «Rain Is Falling» у 1982 році став першим синглом гурту в США, який не зміг досягти рейтингу Billboard Top 200 з 1975 року, і випуск «The Way Life's Meant to Be» був також першим синглом у Великій Британії, який не зміг скласти графік з 1976 року. Гурт розпочав своє останнє світове турне з просування LP. Під час туру Камінський повернувся до складу на скрипці, тоді як Луї Кларк (синтезатори) та Дейв Морган (гітара, клавішні, синтезатори, вокал) також приєдналися до складу на сцені. Раніше Кларк займався струнними аранжуваннями для гурту[джерело?].

### 1983—1986: АльбомиSecret Messeges,Balance of the Power, розпад

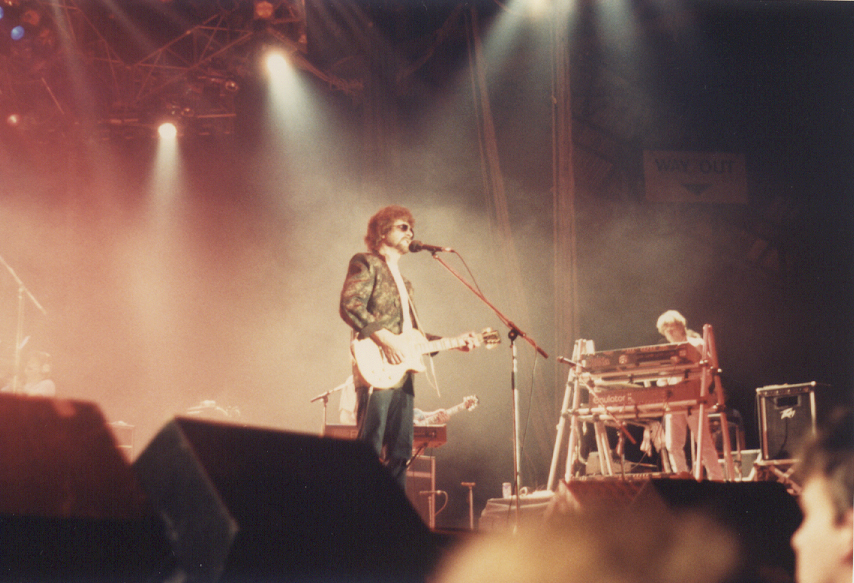
Виступ ELO у 1986 році (на фото Джефф Лінн та Річард Тенді)

Джефф Лінн хотів випустити ще один альбом після Time, який був би подвійним, але CBS заблокував його план на тій підставі, що подвійний вініловий альбом буде занадто дорогим в умовах нафтової кризи й не буде продаватися так само як одна платівка, тому в результаті новий альбом був відредагований з подвійного альбому на окремий диск і вийшов як Secret Messages у 1983 році (багато хто з аукціонів пізніше вийшов на Afterglow або як b-сторона синглів). Альбом став хітом у Великій Британії, потрапивши в топ 5; але його випуск був підірваний низкою поганих новин про те, що турне для просування LP і Лінна не буде, зневіренням все меншими натовпами в турі Time, через що CBS наказали скоротити Secret Messeges до одного диска, а також його розпаду з менеджером Доном Арденом (він врешті-решт залишить Арден і Джет до 1985 року), що повело за собою розпад ELO наприкінці 1983 року[джерело?].
Барабанщик Бівен продовжив грати на барабанах для Black Sabbath, і басист Ґраукатт, незадоволений тим, що не мав гастрольних прибутків у тому році, вирішив подати до суду на Лінна і Jet Records у листопаді 1983 року, що врешті призвело до врегулювання на суму 300 000 фунтів стерлінгів. Secret Messages дебютував під № 4 у Великій Британії, але він не потрапив до хіт-параду, тому що не став популярним через відсутність хітових синглів у Великій Британії (хоча «Rock 'n' Roll Is King» був значним хітом у Великій Британії, США та Австралії), при цьому маючи теплу реакцію ЗМІ[джерело?]. 
Того ж року Лінн перейшов до продюсерської роботи, вже створивши дві композиції для альбому Information Дейва Едмундса, і продовжив робити шість фрагментів для свого наступного альбому, Riff Raff, в 1984 році та один фрагмент для альбому возз'єднання The Everly Brothers EB 84. Він також створив пісню для альбому колишньої учасниці ABBA Агнети Фельтскуг, що вийшов у 1985 році Eyes of a Woman.
Лінн і Тенді продовжували записувати пісні для саундтреку «Electric Dreams» 1984 року під ім'ям Лінна; однак Лінн за контрактом зобов'язаний був зробити ще один альбом ELO. Тож Лінн, Бівен і Тенді повернулися в студію у 1984 і 1985 роках як тріо (Крістіан Шнайдер грав на саксофоні у деяких піснях, а Лінн знову подвоював бас на додаток до своєї звичної гітари за відсутності офіційного басиста), щоб записати Balance of Power, що вийшов на початку 1986 року після деяких затримок. Хоча сингл «Calling America» потрапив до топ 30 у Великій Британії (№ 28) та топ 20 у Штатах, наступні сингли не змогли потрапити в хіт-парад. В альбомі бракувало справжніх класичних струн, які вчергове замінили синтезатори, які грав Тенді.
Потім до гурту приєдналися Камінський, Кларк та Морган, додавши Мартіна Сміта на бас-гітарі, і продовжив виконувати невелику кількість живих виступів ELO в 1986 році, включаючи концерти в Англії та Німеччині, а також виступи США в American Bandstand, Solid Gold, тоді в Діснейленді того літа. Благодійний концерт у Бірмінгемі Heart Beat 1986 року був благодійним концертом, організованим Бівеном у рідному місті ELO Бірмінгемі 15 березня 1986 року, і ELO виступив. Натяк на майбутнє Лінн побачив, коли Джордж Гаррісон вийшов на сцену під час бісу в Heartbeat, приєднавшись до зіркової пісні «Johnny B. Goode». Останній виступ ELO протягом декількох років відбувся 13 липня 1986 року в Штутгарті, Німеччина, зігравши роль Рода Стюарта. Оскільки Лінн більше не підпадає під контрактне зобов'язання відвідувати подальші заплановані виступи, ELO фактично розформується після того фінального шоу в Штутгарті в 1986 році, але про це не було повідомлено протягом наступних двох років, протягом яких вийшов спродюсований Джорджем Гаррісоном і Лінном альбом Cloud Nine та наступний альбом гурту (з Роєм Орбісоном, Бобом Діланом та Томом Петті в ролі Traveling Wilburys) Traveling Wilburys Vol. 1.

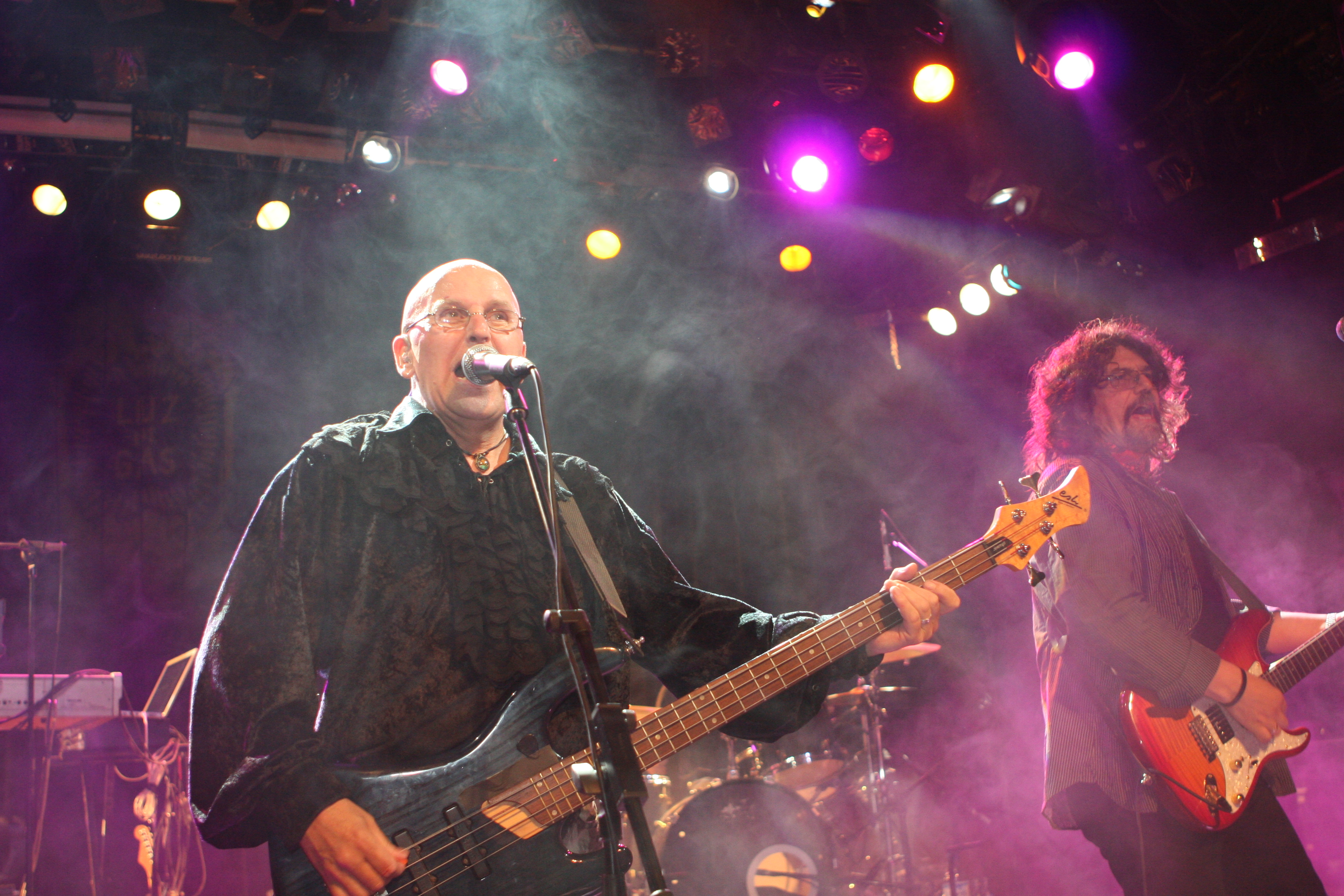
ELO Part II на концерті

### 1989—1999: ELO Part II
Бів Бівен (за домовленістю з Лінном, який був власником імені ELO) продовжив свою діяльність у 1989 році як ELO Part II, спочатку з іншими колишніми членами ELO, але з диригентом головного оркестру ELO Луїсом Кларком. Бівен також завербував Еріка Троєра, Піта Гейкока та Ніла Локвуда. ELO Part II випустили дебютний альбом Electric Light Orchestra Part Two у травні 1991 року. Мік Камінський, Келлі Ґраукатт і Г'ю Мак-Давелл, на той час працюючи в гурті під назвою The Orchestra, приєдналися до гурту для їх першого туру в 1991 році. Поки Мак-Давелл не залишився, Ґраукатт і Камінський стали повноправними членами.
У 1994 році, після відходу Гейкока і Локвуда, решта п'ять записали Moment of Truth разом зі своїм новітнім членом Філом Бейтсом. Цей склад широко гастролював до 1999 року. Бівен пішов зі складу в 1999 році та продав свою частку імені ELO Джеффу Лінну у 2000 році, після того, як Лінн висловив своє невдоволення тим, що в певних областях гурт виставлявся як «ELO», без «...Part II» у своїй назві, припускаючи, що це була оригінальна назва[джерело?]. Після відходу Бівена гурт продовжив свою діяльність після того, як вони змінили свою назву на The Orchestra.

### 2000—2001: Реформація
Повернення Лінна з ELO розпочалося у 2000 році. З випуском ретроспективного бокс-сету Flashback, що містить три компакт-диски з ремастеризованими композиціями та декількома аукціонами та незавершеними творами, зокрема новою версією єдиного британського хіта № 1 «Xanadu». 2001 року вийшов перший альбом ELO з 1986 року — Zoom. Попри те, що його виставляли на продаж і продавали як альбом ELO, єдиним учасником, крім Лінна, був Тенді, який виступив у одній пісні. Серед запрошених музикантів були колишні учасники The Beatles Рінго Старр і Джордж Гаррісон. Після завершення альбому Лінн реформував гурт з абсолютно новими членами, включаючи його тодішню дівчину Розі Велу (яка випустила власний альбом Zazu в 1986 році) і оголосив, що ELO знову вирушить у тур. Колишній учасник ELO Тенді незабаром приєднався до гурту для двох телевізійних виступів у прямому ефірі: VH1 Storytellers та концерту PBS, знятого в CBS Television City, пізніше названого Zoom Tour Live та випущеного на DVD. Окрім Лінна, Тенді та Вели, до нової лінійки живих ELO увійшли Ґреґ Біссонет (ударні, бек-вокал), Метт Біссонет (бас-гітара, бек-вокал), Марк Манн (гітари, клавішні, бек-вокал), Пеггі Болдвін (віолончель) та Сара О'Браєн (віолончель). Однак запланований тур був скасований, як повідомляється, через поганий продаж квитків.

### 2001—2013: Невиконання робіт, перевидання та мініатюрні возз’єднання

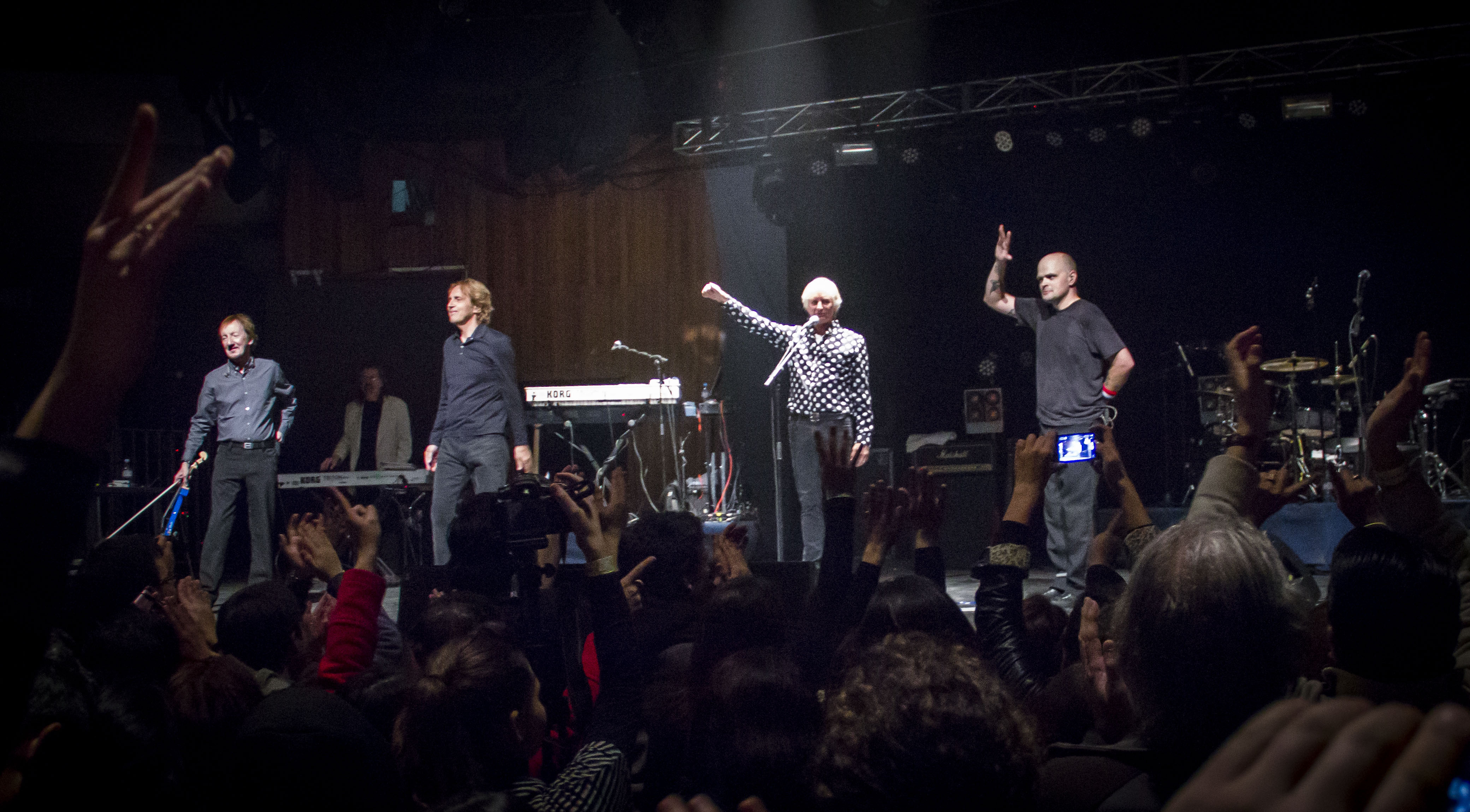
The Orchestra під час виступу у 2013 році

З 2001 по 2007 роки Harvest та Epic / Legacy перевидали попередній каталог ELO. Серед ремастеризованих пісень альбому були невидані пісні та аукціони, включаючи два нових сингли. Першим був «Surrender», який зареєструвався в нижній частині UK Singles Chart у рейтингу синглів під № 81, приблизно через 30 років після його написання в 1976 році. Іншим синглом був «Latitude 88 North».
9 серпня 2010 року Eagle Rock Entertainment випустила у Великій Британія DVD-компіляцію Live — The Early Years, до якої увійшли Fusion — Live in London (1976), а також ніколи раніше не опубліковані концерти в університеті Брунеля (1973) та в німецькому телешоу Rockpalast (1974). У США вийшов дещо відредагований реліз 24 серпня 2010 року. Ілюстрація Essential Electric Light Orchestra була змінена, щоб показати дві різні обкладинки. Випуски США та Австралії розділили один дизайн, тоді як решта світу представила інший для випуску нового подвійного альбому в жовтні 2011 року.
Mr. Blue Sky: The Best of Electric Light Orchestra вийшов 8 жовтня 2012 року. Це альбом перезаписів найбільших хітів ELO, виконаних суто Лінном, разом із новою піснею під назвою «Point of No Return». Він вийшов, щоб збігтися з другим сольним випуском альбому Long Wave Лінна, ці нові альбоми містили рекламні картки, що анонсували перевипуск розширених та ремастеризованих версій альбому Zoom 2001 року та дебютного сольного альбому Armchair Theatre Лінна, що спочатку вийшов у 1990 році. Обидва альбоми були перевидані у квітні 2013 року з різними піснями-бонусами. Також вийшов концертний альбом Electric Light Orchestra Live, який демонстрував пісні з туру Zoom. У всіх трьох релізах також були представлені нові студійні записи як бонусні пісні.
Лінн і Тенді знову зібралися 12 листопада 2013 року, щоб виступити під іменем «Джефф Лінн та друзі» під назвою «Livin' Thing» та «Mr. Blue Sky» на концерті Children in Need Rocks у Гаммерсміт Евентім Аполо, Лондон. Бек-оркестром виступив концертний оркестр BBC, з Черін Аллен на головній скрипці.

### 2014— дотепер: Jeff Lynne's ELO

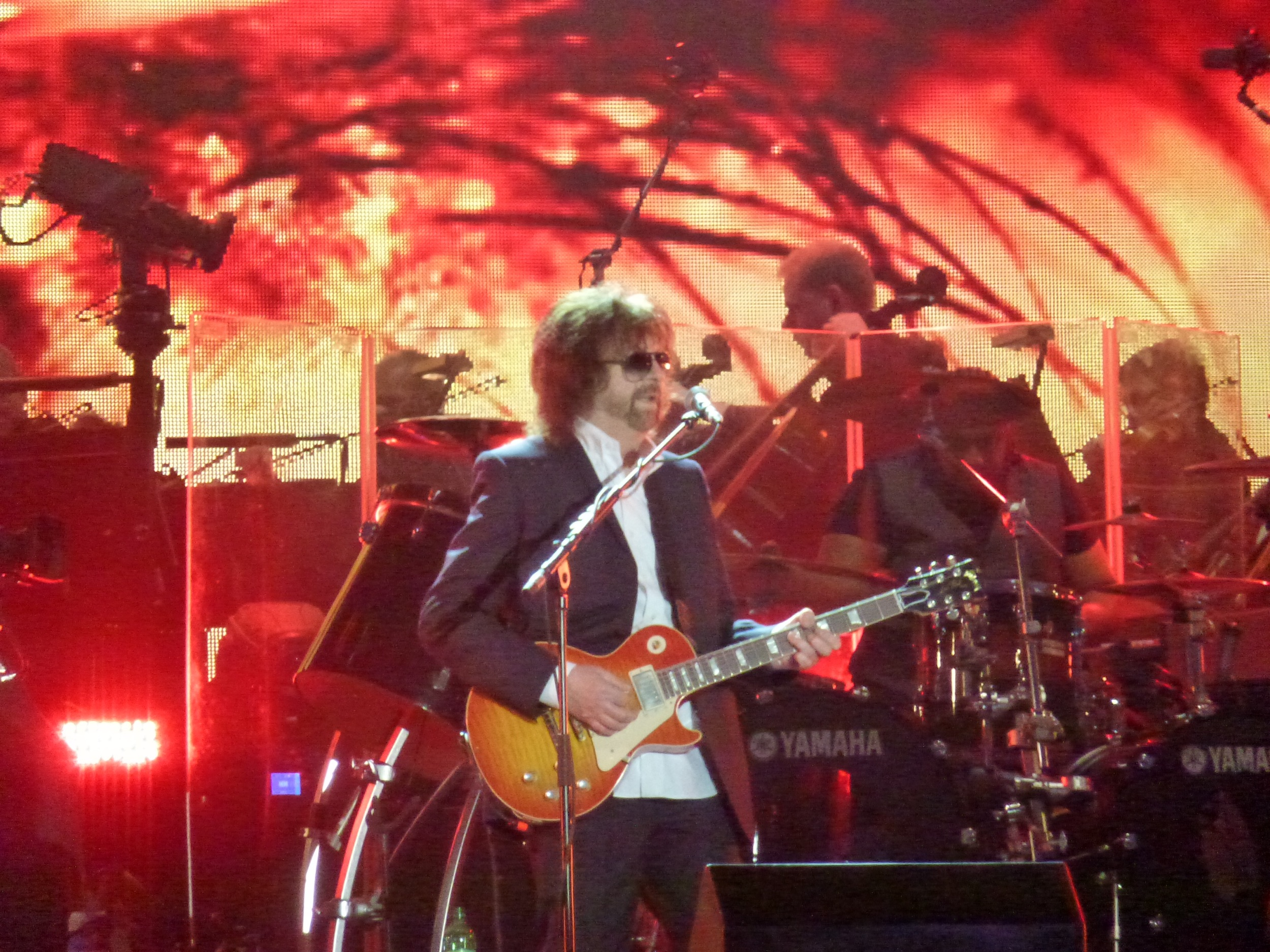
Виступ Джеффа Лінна у Гайд-парку, вересень 2014 року

Успіх виступу The Children in Need супроводжувався підтримкою діджея BBC Radio 2 Кріса Еванса, який запросив Лінна в гості в ефірі та запитав своїх слухачів, чи хочуть вони побачити виступ ELO. 50 000 квитків на «Festival in a Day» BBC Radio 2 у Гайд-парку 14 вересня 2014 року розпродали за 15 хвилин. Зареєстрована як «Jeff Lynne's ELO», Лінн і Тенді підтримав гурт Take That та Ґері Барлоу з концерту The Children in Need, очолюваний Майком Стівенсом та концертним оркестром BBC. Лінн вирішив використовувати цю назву як відповідь на відгалуження ELO — ELO Part II та The Orchestra. Черін Аллен була головним скрипалем гурту. Розвиток сучасної цифрової обробки додав роботі лагіднішого звучання, що змусило Лінна переглянути свої уподобання щодо студійної роботи, натякаючи на турне по Великій Британії у 2015 році.
8 лютого 2015 року Jeff Lynne's ELO вперше зіграв на премії «Греммі». Вони виконали попурі з пісень «Evil Woman» та «Mr. Blue Sky» разом з Едом Шираном, який представив їх як «Людина і гурт, яких я люблю».
10 вересня 2015 року було оголошено про випуск нового альбому ELO. Альбом мав вийти під псевдонімом Jeff Lynne's ELO, а гурт підписав контракт із Columbia Records. Alone in the Universe вийшов 13 листопада 2015 року. Альбом став першим альбомом нового матеріалу ELO з 2001 року Zoom. Перша пісня та сингл «When I Was a Boy» були доступні для трансляції того ж дня, а також вийшов кліп на пісню. Після випуску альбому відбувся невеликий рекламний тур, в якому ELO виступив з повноцінним концертом для BBC Radio 2, а також першими двома шоу ELO у США за останні 30 років, обидва з яких розпродалися дуже швидко. ELO також робив рідкісні американські телевізійні виступи у «Вечірньому шоу з Джиммі Феллоном», «Джиммі Кіммел наживо!» та CBS This Morning. На 2016 рік було оголошено європейський тур на 19 дат, коли гурт виступав на сцені Піраміди на Ґластонберському фестивалі 26 червня 2016 року.
У 2017 році вони відіграли тур Alone in the Universe. Того ж року, 7 квітня, вони зіграли в Залі слави рок-н-ролу, коли були запрошені під час 32-ї щорічної церемонії вступу.
У 2018 році гурт продовжив гастролі в Північній Америці та Європі. Було створено відео для міста Бірмінгем, де як музику було використано оригінальний запис «Mr. Blue Sky»; це було зіграно на церемонії закриття Ігор Співдружності Gold Coast 2018 під час презентації Бірмінгема 2022 року.
3 серпня 2018 року Secret Messages було перевидано «як і було задумано» у вигляді подвійного альбому. До нього увійшло кілька вирізаних пісень, таких як ексклюзивна пісня-бонус на SD «Time After Time», ексклюзивні пісні на b-сайді «Buildings Have Eyes» і «After All», ексклюзивні пісні Afterglow «Mandalay» і «Hello My Old Friend», а також ексклюзивні пісні перевидання 2001 року «Endless Lies» і «No Way Out».
22 жовтня 2018 року Лінн оголосив, що ELO вирушають у північноамериканське турне 2019 року з червня по серпень 2019 року.
1 листопада 2019 року ELO випустили свій 14-й альбом From out of Nowhere. Хоча турне на підтримку альбому було анонсовано на жовтень 2020 року, офіційна сторінка ELO в твіттері Джеффа Лінна пізніше повідомила, що тур скасовано через спалах COVID-19.

## Спадщина та вплив
За словами музичного журналіста Саймона Прайса, ELO були:
|  | мабуть, найбільш некруті, навіть демонстративно антикруті з усіх, і найповільніше реабілітувалися відтоді... Їхні семпли використовували десятки й сотні гуртів, від Company Flow до The Pussycat Dolls, якщо ви знайдете. Час від часу в моїй журналістській кар'єрі вдавалося переконати сучасний гурт визнати вплив ELO; The Flaming Lips і Super Furry Animals — два приклади. А от гурт, в якому я відчуваю найбільшу кількість ДНК ELO, взагалі знаходиться поза межами рок-жанру: Daft Punk. |

У листопаді 2016 року Jeff Lynne's ELO став переможцем Band of the Year на премії Classic Rock Roll of Honor. У жовтні 2016 року ELO вперше були номіновані до класу Зали слави рок-н-ролу 2017 року. Це був перший раз, коли зал заздалегідь оголосив членів колективів, які будуть введені; членами ELO були Джефф Лінн, Рой Вуд, Бів Бівен та Річард Тенді. 20 грудня 2016 року було оголошено, що ELO було обрано до класу Зали слави рок-н-ролу 2017 року.

## Учасники

### Поточні
- Джефф Лінн — вокал та бек-вокал, гітари (1970—1986, 2000—2001, 2014 — дотепер), бас (1971, 1974, 1985—2019; тільки в студії), клавішні (1970—2019; тільки в студії), ударні (2001—2019).

### Колишні
- Бів Бівен — ударні, перкусія, бек-вокал (1970—1986);
- Рой Вуд — вокал та бек-вокал, бас, віолончель, гобой, гітара (1970—1972);
- Рік Прайс — бас (1970);
- Біл Гант — валторна, клавішні (1971—1972);
- Стів Вуулам — скрипка (1971);
- Річард Тенді — піаніно, клавішні, синтезатор, бас, гітара, бек-вокал (1972—1986, 2000—2001, 2014—2024 (смерть), не гастролював у 2017—2024), бас (1971);
- Енді Крейґ — бас (1972);
- Г'ю Мак-Давелл — бас (1972, 1973—1980);
- Вільфред Ґібсон — скрипка (1972—1973);
- Майк Едвардс — бас (1972—1974);
- Колін Волкер — бас (1972—1973);
- Тревор Сміт — бас, бек-вокал (1972);
- Ґленн Г'юз — бас, бек-вокал (1972);
- Майк де Альбукерке — бас, бек-вокал (1972—1974);
- Келлі Ґраукатт — бас, вокал та бек-вокал (1974—1983);
- Мельвін Ґейл — бас (1974—1980).

## Дискографія

### Студійні записи
- The Electric Light Orchestra (1971);
- Electric Light Orchestra II (1973);
- On the Third Day (1973);
- Eldorado (1974);
- Face the Music (1975);
- A New World Record (1976);
- Out of the Blue (1977);
- Discovery (1979);
- Xanadu (1980, з Олівією Ньютон-Джон, альбом саундтреків);
- Time (1981);
- Secret Messages (1983);
- Balance of Power (1986);
- Zoom (2001);
- Alone in the Universe (2015, записаний як Jeff Lynne's ELO);
- From Out of Nowhere (2019, записаний як Jeff Lynne's ELO).

## Подальше читання
- Бів Бівен: Electric Light Orchestra Story (Лондон: Mushroom, 1980);
- Джон Ван дер Кіст: John Jeff Lynne: Electric Light Orchestra, Before and After (Страуд: Fonthill Media, 2015).

## Зовнішні посилання
- Electric Light Orchestra [Архівовано 16 березня 2021 у Wayback Machine.] — офіційна сторінка на фейсбуці від Legacy Recordings
- Сайт Electric Light Orchestra Legacy Recordings [Архівовано 1 червня 2016 у Wayback Machine.] — сторінка ELO на їхньому лейблі
- ELO Джеффа Лінна [Архівовано 26 травня 2021 у Wayback Machine.] — офіційний вебсайт Джеффа Лінна
- База пісень Джеффа Лінна [Архівовано 23 грудня 2016 у Wayback Machine.]
- ELO | Зал слави рок-н-ролу [Архівовано 2 лютого 2021 у Wayback Machine.]